# كيمبرلي باربر
كيمبرلي باربر هي مغنية ومغنية أوبرا كندية، ولدت في 21 ديسمبر 1959 في جيلف في كندا.

## وصلات خارجية
- كيمبرلي باربر على موقع ميوزك برينز (الإنجليزية)
- كيمبرلي باربر على موقع أول ميوزيك (الإنجليزية)